# Station Kłomnice
Station Kłomnice is een spoorwegstation in de Poolse plaats Kłomnice.